# Nachal Even
Nachal Even (hebrejsky: נחל אבן) je krátké vádí v severním Izraeli, v pohoří Karmel.
Začíná v nadmořské výšce přes 250 metrů nad mořem, v severní části města Haifa, v údolí lemovaném návršími zastavěnými haifskými čtvrtěmi Merkaz ha-Karmel, Ramat Hadar a Vardija. Odtud vádí směřuje k jihovýchodu, přičemž se prudce zařezává do okolního terénu. Pak ústí zleva do vádí Nachal Tan. Bezprostřední okolí toku je zalesněno, ovšem lemováno souvislou zástavbou města Haifa.